# Lepidobolus
Lepidobolus é um género botânico pertencente à família Restionaceae.